# قطب كلارك

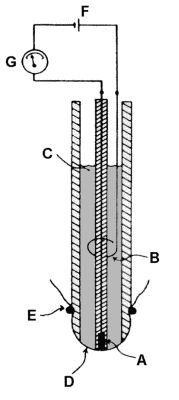
قطب كلارك: (A) قطب بلاتين
(B)قطب Ag/AgCl
(C) كهرل من KCl
(D) غشاء تيفلون
(E) حلقة مطاطية
(F) مصدر جهد
(G) مقياس غلفاني

قطب كلارك  هو قطب كهربائي يستخدم لقياس تركيز الأكسجين على سطح حفاز من البلاتين.
طوّر القطب أول مرة من قبل البروفيسور ليلاند كلارك Leland Clark في ولاية أهايو الأمريكية سنة 1962.

## المبدأ
يتألف القطب من مهبط مصنوع من البلاتين Pt ومن مصعد مصنوع من الفضة/كلوريد الفضة Ag/AgCl بوجود وسط كهرلي من كلوريد البوتاسيوم KCl.
يعتمد مبدأ عمل قطب كلارك على التفاعلات:
- المهبط:

− O2 + 2 e− + 2 H2O → H2O2 + 2 OH
−H2O2 + 2 e− → 2 OH
- المصعد:

−4Ag → 4Ag+ + 4e
4Ag+ + 4Cl− → 4 AgCl
ويكون التفاعل الكلي:
−O2 + 4 e− + 2 H2O → 4 OH